# Delphia Welford
Delphia Welford (Okolona, Misisipi, 9 de septiembre de 1875 - Humboldt, Tennessee, 14 de noviembre  de 1992) fue una supercentenaria estadounidense, conocida por ser la persona más vieja del mundo que nunca tuvo el título de persona viva más anciana del mundo. También por haber sido la estadounidense más anciana hasta que Sarah Knauss la superó en 1997.

## Biografía
Delphia Welford nació el 9 de septiembre de 1875 en Okolona, Misisipi.                                                                         
Los padres de Welford eran Richard y Heddie Welford. La familia se mudó a Humboldt, Tennessee cuando ella aún era una niña. Tuvo un hijo, Leo Mathis, a fines de la década de 1890. Welford nunca se casó y pasó el resto de su vida en Humboldt.

### Longevidad
El 28 de diciembre de 1989 falleció Mary Royster, y Welford, de 114 años y 110 días, pasó a ser la última persona estadounidense nacida en 1875.
El 5 de abril de 1990, superó a Anna Eliza Williams como la cuarta persona más longeva verificada.
El 7 de julio de 1990 falleció Easter Wiggins, y Welford, de 114 años y 301 días, se convirtió en la persona viva más anciana de los Estados Unidos.
El 27 de noviembre de 1990, Welford superó la edad de Augusta Holtz, convirtiéndose en la tercera persona más longeva de la historia y la segunda persona estadounidense más longeva verificada.
El 16 de octubre de 1991, Welford superó la edad de Easter Wiggins, convirtiéndose en la persona estadounidense más anciana de todos los tiempos, hasta que fue superada por Sarah Knauss en 1997. Además, se convirtió en la segunda persona más longeva verificada.
El 9 de septiembre de 1992, cumplió 117 años, convirtiéndola en la primera persona estadounidense validada y la segunda del mundo en hacerlo.
Welford murió el 14 de noviembre de 1992 siendo al momento de su muerte la segunda persona viva más anciana del mundo solo superada por Jeanne Calment.

## Controversias sobre su edad
Aunque Welford afirmó haber nacido el 9 de septiembre de 1881; desde el 2016 hasta abril de 2023 se llevaron a cabo investigaciones por el Gerontology Research Group para determinar su fecha exacta de nacimiento la cual fue oficialmente el 9 de septiembre de 1875, así, Welford pasó de tener 111 años a tener 117 años. Y también pasó a convertirse en la décima persona más anciana de todos los tiempos.